# Trygg-Hansa
Trygg-Hansa är en svensk filial till det danska försäkringsbolaget Tryg Forsikring A/S. I Sverige bedriver de försäkringsverksamhet under varumärkena Trygg-Hansa, Moderna Försäkringar, Atlantica, Bilsport & MC och Aktsam. Verksamheten i Sverige består av sakförsäkringar.

## Historik

### Trygg och Hansa
Grunden för det nuvarande bolaget Trygg-Hansa är Städernas allmänna brandstodsbolag, bildat 1828. 1881 bildades ett antal andra mindre försäkringsbolag, bland andra: Fylgia, Liv-Viktoria, Järnvägsassuransföreningen, Allmänna Liv, Balder, Oden, Stella, Svitjod, Valkyrian och Mälaren. 1905 grundades Hansa Försäkrings AB, vilket rekonstruerades 1913. Bolaget uppgick årsskiftet 1964/65 i Städernas Allmänna Försäkringsbolag varpå bolaget fick namnet Städernas Allmänna Försäkringbolag-Hansa. Svenska Lifförsäkringsbolaget Trygg grundades 1899 av Adolf af Jochnick.

### 1971–2007
Försäkringskoncernen Trygg-Hansa bildades 1971 genom en sammanslagning av Livförsäkringsbolaget Trygg och Städernas Allmänna Försäkringsbolag-Hansa, och 1976 stod det nya huvudkontoret klart på Kungsholmen i Stockholm, byggt efter arkitekt Anders Tengboms ritningar. I början av 1990-talet deltog Trygg-Hansa i flera stora affärer, både i Sverige och internationellt, vilka i samband med den svenska finanskrisen skulle visa sig få mer eller mindre katastrofala följder. Mellan 1991 och 1994 gick man samman med försäkringsbolaget SPP, man förvärvade via ett holdingbolag svenska Gota Bank och gjorde en större investering i det amerikanska försäkringsbolaget Home Insurance. Bolaget överlevde dock och lyckades dra sig ur samarbetet med SPP, och så småningom kunde man även avveckla ägandet i Home Insurance efter stora förluster. Gota Bank gick helt förlorat och övertogs av staten under finanskrisen. Krisen ledde dock fram till förändrade lagar där kraven på åtskilt ägande mellan försäkringsbolag och banker luckrades upp. På grund av detta etablerades det ett antal nischbanker, däribland Trygg-Banken 1995.
Den andra sidan av de förändrade lagarna var att de nya reglerna även tillät strukturaffärer mellan banker och försäkringsbolag. Detta möjliggjorde S-E-Bankens förvärv av Trygg-Hansa 1997, där den nya koncernen efter sammanslagningen bytte varumärke till SEB. Livförsäkringsrörelsen Trygg-Hansa Liv blev SEB Trygg Liv och Trygg-Banken slogs ihop med den egna nischbankverksamheten Sesam. Vad som skulle ske med Trygg-Hansa Sak blev klart 1999 då det danska försäkringsbolaget Codan köpte sakförsäkringsrörelsen, och samtidigt köpte SEB den danska bankverksamheten i Codan Bank. Codan erhöll vid förvärvet en licens om att få använda varumärket Trygg-Hansa för att bedriva sakförsäkringsrörelse, men ägandet av varumärket stannade kvar hos SEB.
År 2003 i samband med att SEB-koncernen avvecklade sina fastighetsinnehav i Sverige, avyttrades fastigheten med Trygg-Hansas tidigare huvudkontor till Codan. 2006 startar man tillsammans med Sparebank1 i Norge försäkringsbolaget Tre Kronor i Sverige och Danmark, för att erbjuda försäkringslösningar för Swedbank. 2007 sålde Trygg-Hansa sin del till Folksam, som idag driver den svenska verksamheten. I Danmark opererar fortfarande ett motsvarande bolag tillsammans med de danska sparbankerna.

### 2015–2022
Under perioden 2015–2022 var Trygg-Hansa en del av det danska försäkringsbolaget Codan Forsikring med säte i Frederiksberg i Danmark.

## Trygg-Hansas livbojar

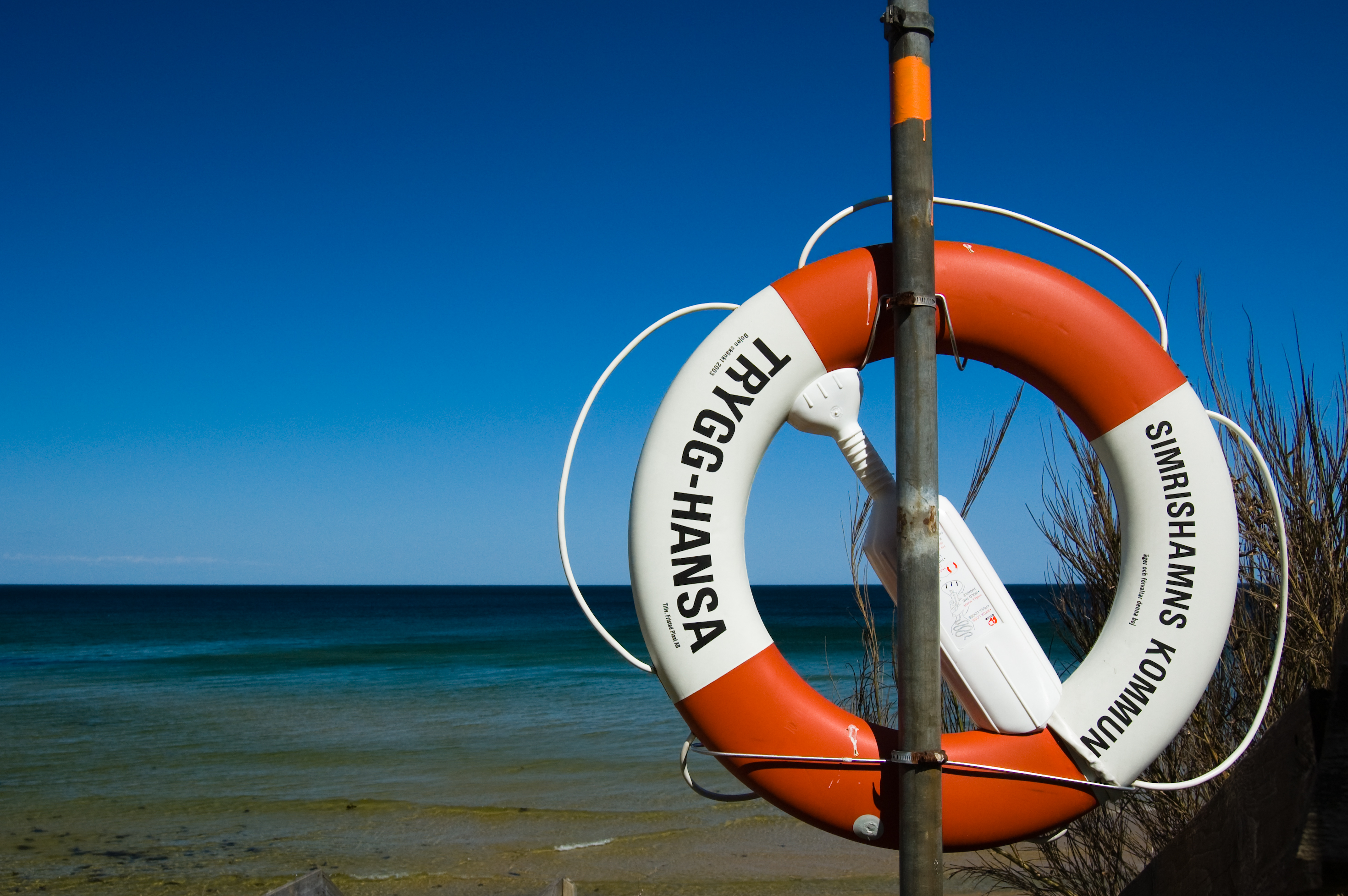
Trygg-Hansas livboj i Simrishamn.

I samarbete med Svenska Livräddningssällskapet inledde Svenska Lif-Balder, en av föregångarna till Trygg-Hansa, 1954 en sponsringsverksamhet där man skänkte livbojar till kommuner, båtklubbar och andra organisationer för att placeras ut vid badplatser och i kustområden. Genom denna verksamhet blev Trygg-Hansa stark förknippat med livbojar, och en stiliserad livboj är även en del av Trygg-Hansas varumärke. Sedan sponsringsverksamheten startade har producenten av livbojarna varit Fristad Plast som har sitt kontor utanför Borås. Runt 80 000 livbojar finns över hela Sverige (2011) och de räddar i genomsnitt 14 liv per år.

## Aktsam
Aktsam är ett varumärke inom Trygg-Hansa. Bolaget förvärvades 1998 av Trygg-Hansa.